# Altamaha River
Altamaha er den nedre, 220 km lange del, af den største og dominerende flod i delstaten Georgia i den sydøstlige del af USA. Den løber hovedsageligt mod sydøst, fra sammenløbet af de to næsten parallelle floder Oconee River og Ocmulgee River til Atlanterhavet ved byen Brunswick. Det toltale afvandingsområde for hele flodsystemet er 36.260 km².

## Oconee River
Oconee er 350 km lang, starter ved byen Gamesville nord for Atlanta. Langs floden ligger også Milledgeville, delstatens tidligere hovedstad som ligger midt i Georgia. Ovenfor denne by er floden opdæmmet med reservoiret Sinclair Lake.

## Ocmulgee River
Ocmulgee River er 410 km, starter nordøst for storbyen Atlanta, og løber gennem byen Macon før den møder Oconee River ved Lumber City og danner Altamaha River